# José Bejarano
José Bejarano Leandro (Figueras, Gerona, España, 10 de febrero de 2002), conocido deportivamente como José Bejarano (Beja), es un futbolista español que juega como portero. Actualmente forma parte del CF Esperança d'Andorra de la Primera División de Andorra.

## Trayectoria deportiva
José Bejarano comenzó su etapa formativa en 2012, en las bases del Club Esportiu La Salle Figueres entidad de su natal Figueras. Dos años después recaló en la cantera del CF Peralada de la que formó las tres campañas siguientes.
Fue en verano de 2017 cuando se enroló en las bases del UE Figueres hasta llegar al primer combinado U19 para más tarde, a principios de 2020, partir al conjunto juvenil de la UE La Jonquera donde llegó a debutar con el equipo sénior en competición oficial de liga.
La temporada siguiente, en su último año como juvenil, regresó al UE Figueres donde además de competir con el U19 estaba en dinámica de entrenamientos con el primer equipo de Tercera División de España como tercer portero.
Alcanzada la plenitud de la etapa base del guardameta catalán, el 19 de agosto de 2021, fue anunciado de forma oficial su fichaje por el CE Carroi de la Primera División de Andorra. Finalizó la temporada con 21 partidos en liga y 2 de copa. Siendo el portero más joven en debutar en liga y con más paradas realizadas durante todo el torneo.
Tras 3 temporadas 23 partidos jugados como titular y 11 porterías a 0, sale de las filas del FC Santa Coloma para vincularse en el CF Esperança d'Andorra para disputar la 2025-26 .

## Carrera deportiva

### Clubes
| Club                   | País    | Año         |
| ---------------------- | ------- | ----------- |
| UE La Jonquera         | España  | 2020        |
| UE Figueres U19        | España  | 2020 – 2021 |
| CE Carroi              | Andorra | 2021 – 2022 |
| FC Santa Coloma        | Andorra | 2022 - 2025 |
| CF Esperança d'Andorra | Andorra | 2025 - Act  |